# Love, Waltzes and Anarchy
Albums de Passion Fodder
Fat Tuesday
(1986) Woke Up This Morning...
(1989)
Love, Waltzes and Anarchy est le troisième album du groupe de rock alternatif franco-américain Passion Fodder, publié en 1988 sur le label Barclay Records. La pochette du disque est l'œuvre du peintre Ricardo Mosner.

## Liste des titres de l'album
1. Polished Off
2. Pascal's Waltz
3. Kill Me Hannah
4. Hunger Burns
5. Orwell Cooks
6. Spokane
7. The Struggle for Love
8. Travail, famille, patrie
9. Pray Anarchist
10. The Girl That I Marry
11. Blood Thicker Than Love

## Musiciens ayant participé à l'album
- Theo Hakola - chant, guitare
- Pascal Humbert - basse, contrebasse, guitare
- Jean-Yves Tola - batterie
- Lionel Dollet - guitare et aux claviers
- Bénédicte Villain - violon